# Capucin à capuchon
Lonchura spectabilis
Espèce
Statut de conservation UICN

 LC  : Préoccupation mineure
Le Capucin à capuchon (Lonchura spectabilis) est une espèce de passereaux appartenant à la famille des Estrildidae.

## Description
Il est blanc dessous, brun dessus et a un croupion allant de doré à orange.

## Répartition
Il vit en Nouvelle-Bretagne et dans le nord/nord-est de la Nouvelle-Guinée.

## Habitat
C'est un oiseau des prairies de basse et moyenne altitude. Il apprécie particulièrement les terres qui ont été défrichées par l'homme.